# Лилль-Сюд-Эст

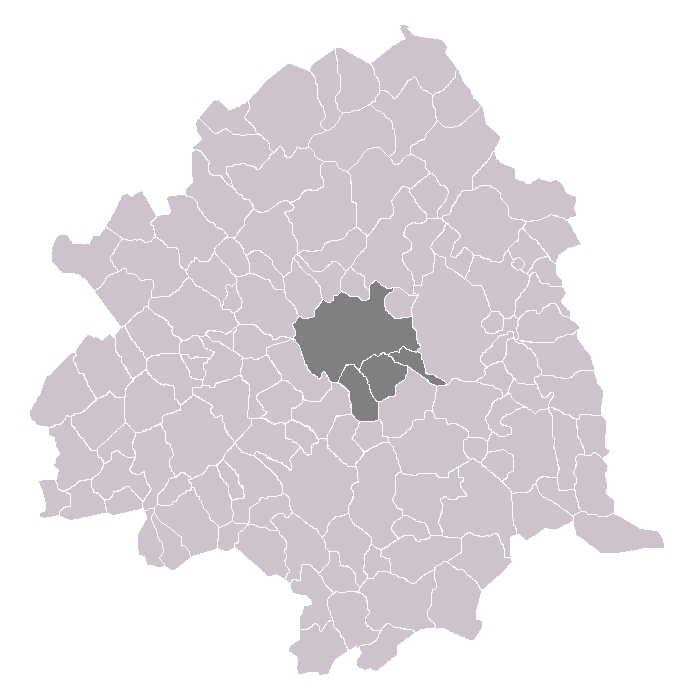
Кантон Лилль-Сюд-Эст в составе округа

Лилль-Сюд-Эст (фр. Lille-Sud-Est) — упраздненный кантон во Франции, регион Нор — Па-де-Кале, департамент Нор. Входил в состав округа Лилль.
В состав кантона входили коммуны (население по данным Национального института статистики за 2011 г.):
- Лезенн (3 096 чел.)
- Лилль (4 бюро квартала Centre) (5 602 чел.)
- Роншен (17 971 чел.)
- Фаш-Тюмениль (17 590 чел.)

## Экономика
Структура занятости населения (без учета города Лилль):
- сельское хозяйство — 0,2 %
- промышленность — 11,7 %
- строительство — 4,8 %
- торговля, транспорт и сфера услуг — 57,8 %
- государственные и муниципальные службы — 25,5 %

Уровень безработицы (2011) - 12,2 % (Франция в целом - 12,8 %, департамент Нор - 16,3 %). 

Среднегодовой доход на 1 человека, евро (2011) - 23 901 (Франция в целом - 25 140, департамент Нор - 22 405).

## Политика
Жители кантона, как и большая часть агломерации Лилль, в основном голосуют за левых. На президентских выборах 2012 г. они отдали в 1-м туре Франсуа Олланду 31,7 % голосов против 22,2 % у Николя Саркози и 18,3 % у Марин Ле Пен, во 2-м туре в кантоне победил Олланд, получивший 56,7 % голосов (2007 г. 1 тур: Сеголен Руаяль - 28,6 %, Саркози - 28,0 %; 2 тур: Руаяль - 50,7 %). На выборах в Национальное собрание в 2012 г. кантон был поделен между двумя избирательными округами, и в обоих случаях жители кантона выбирали социалистов — Бернара Романа в 1-м избирательном округе (68,2 % во 2-м туре) и Одри Линкане во 2-м избирательном округе (62,4 % во 2-м туре). На региональных выборах 2010 года в 1-м туре список социалистов победил, собрав 35,2 % голосов. Во 2-м туре единый «левый список» с участием социалистов, коммунистов и «зелёных» во главе с Президентом регионального совета Нор-Па-де-Кале Даниэлем Першероном получил 57,0 % голосов, «правый» список во главе с сенатором Валери Летар занял второе место с 23,5 %, а Национальный фронт Марин Ле Пен с 19,4 % финишировал третьим.
|  | Кандидат     | Партия                  | % голосов |
|  | ------------ | ----------------------- | --------- |
|  | Марк Годфруа | Социалистическая партия | 67,47     |
|  | Эрик Дийи    | Национальный фронт      | 32,53     |

|  | Кандидат     | Партия                         | % голосов |
|  | ------------ | ------------------------------ | --------- |
|  | Марк Годфруа | Социалистическая партия        | 59,77     |
|  | Николя Леба  | Союз за французскую демократию | 32,53     |